# Gebrauchshund

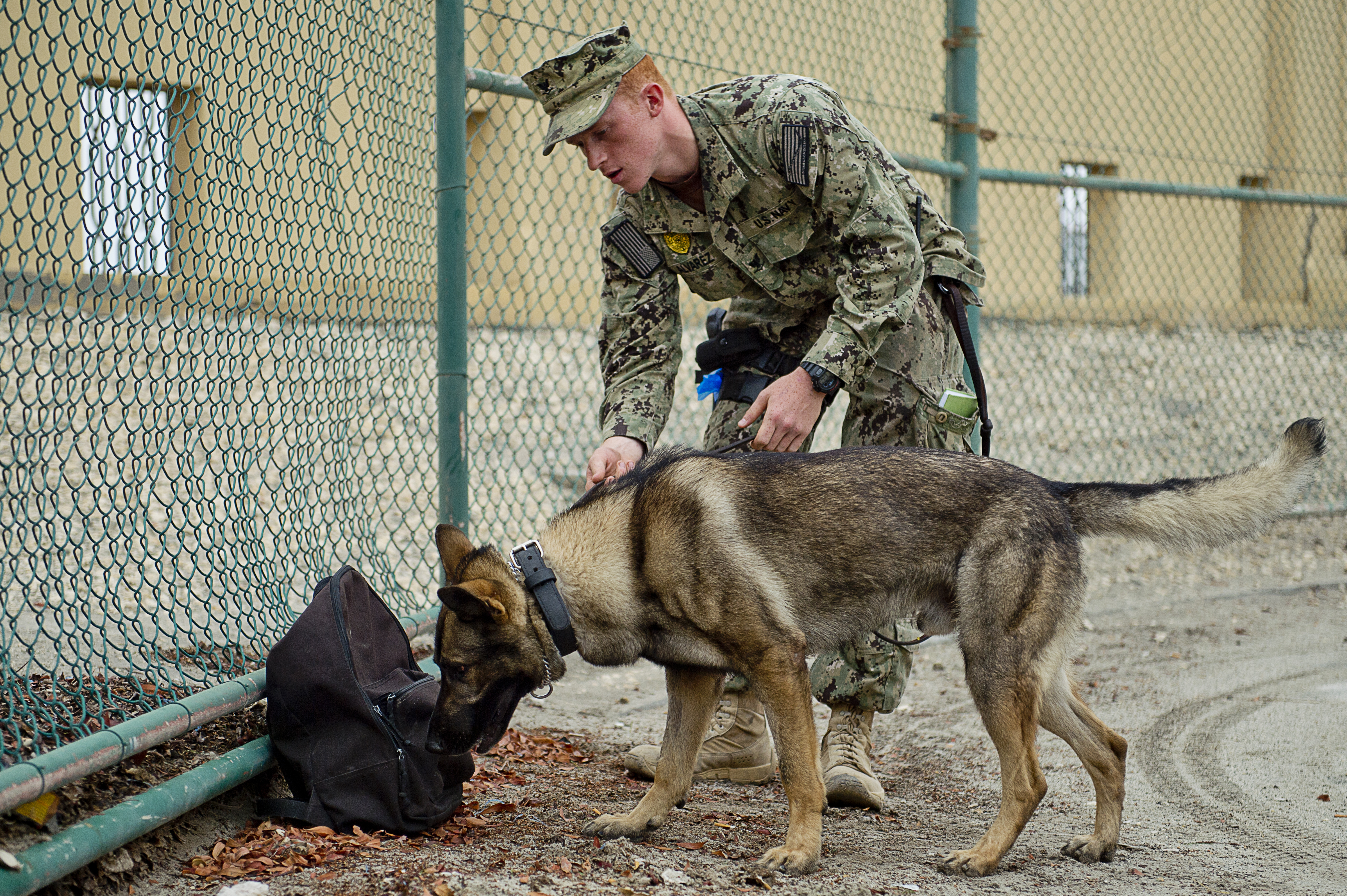
Schäferhund bei der Überprüfung eines Rucksacks

Gebrauchshunde sind Hunde, die für ganz bestimmte Tätigkeiten eingesetzt (gebraucht) werden. Sie gehören zu den Arbeitshunden. Der Begriff „Gebrauchshunde“ wird in unterschiedlichem Kontext im Hundewesen verwendet.

## Einsatzgebiete
Gebrauchshunde finden Einsatz zum Beispiel bei der Jagd, bei Katastrophen, im Polizeidienst, zur Suchtgiftauffindung oder bei Such- und Rettungsarbeit (bspw. Mantrailing) nach Lawinenenunglücken. Für die verschiedenen Einsatzgebiete müssen sie spezifische Voraussetzungen erfüllen, was sowohl zum Beispiel ihren Körperbau (Kraft, Größe, Wendigkeit), ihr Wesen (triebstark oder reizresistent) als auch ihre Ausbildung betrifft.
Die geforderten charakterlichen und körperlichen Eigenschaften richten sich nach dem jeweiligen Einsatzzweck des Hundes. Als die wichtigsten gemeinsamen Merkmale sind jedoch die ausgeprägte Lernwilligkeit und für fast alle Bereiche der unbedingte Gehorsam zu betrachten. Eine möglichst frühe Sozialisierung ist in jedem Fall anzustreben.
Für Jagdhunde gibt es Brauchbarkeitsprüfungen oder vergleichbare Prüfungen, deren Bestehen als Brauchbarkeitsnachweis anerkannt wird. Um ein Jagdrevier zu pachten, muss die Verfügbarkeit eines brauchbaren Hundes der zuständigen Jagdbehörde nachgewiesen werden.

## Hundesport und Zucht
Hunde, die eine Gebrauchshundprüfung bestanden haben, werden als Gebrauchshunde bezeichnet. Der Begriff wird generalisierend auch für einen Hund verwendet, der zu einer anerkannten Gebrauchshunderasse gehört. Der Begriff Arbeitshund ist hier weiter gefasst, denn er umfasst alle Rassen mit Arbeitsprüfung, zum Beispiel auch die Herdenhunde.
Nicht alle Gebrauchshunderassen zählen zu den Diensthunderassen.
Im Verband für das Deutsche Hundewesen haben sich Zucht- und Hundesportvereine zur Arbeitsgemeinschaft der Zuchtvereine (der Gebrauchshundrassen) und Gebrauchshundverbände (AZG) zusammengeschlossen.